# Pachycephala monacha
Pachycephala monacha là một loài chim trong họ Pachycephalidae.